# Keep on Pumpin’ It
A Keep on Pumpin' It című dal a brit Visionmasters producerduó (Paul Taylor és Danny Hybrid), valamint DJ Tonly King közös dala, melyben az ausztrál énekesnő-dalszerző Kylie Minogue közreműködik. A dal alapját a Freestyle Orchestra "Keep On Pumping It Up" című dala és Minogue I Guess I Like It like That című dalának hangmintáival készítették el. A dalt Minogue, Mike Stock és Pete Waterman írták. 
A kislemez két verzióból áll: az  egyik az "Angelic Remix", amelyet a Vision Masters kevert, és az "Astral Flight Mix"-ből, amelyet Phil Harding producer készített.

## Előzmények
King korábban Minogue Step Back in Time  című dalát is remixelte.
A CD kislemez hátsó borítóján a The Visionmastersről azt mondták, hogy az "Angles Burnley éjszakai klub vízióiból született koncepció", ahol Taylor rezidensként dolgozott a 90-es években és innen hozta létre retro klubestjét.
Pete Waterman "trendibb" számnak nevezte a dalt. Kylie ekkor kezdett divatossá válni az összes klubban, és hirtelen divat lett játszani a dalait a manchesteri Haçienda klubban. Soha nem gondoltuk volna, amikor az I Should Be So Lucky-t csináltuk, hogy Kylie-t valaha is játszani fogják a Haçiendában
Ez a dal Minogue első olyan kiemelt kislemeze, ahol a "klasszikus underground és a klubzene" ötvözi egymást.
A dalhoz videoklip nem készült.

## Formátumok és számlista
- CD single

1. "Keep On Pumpin' It" (Angelic Edit) – 4:00
2. "Keep On Pumpin' It" (Angelic Remix) – 7:24
3. "Keep On Pumpin' It" (Astral Flight Mix) – 6:54

- 7" inch kislemez

1. "Keep On Pumpin' It" (Angelic Edit) – 4:00
2. "Keep On Pumpin' It" (Astral Flight Edit) – 3:28

- 12" inch bakelit

1. "Keep On Pumpin' It" (Angelic Remix) – 7:24
2. "Keep On Pumpin' It" (Astral Flight Mix) – 6:54

- iTunes digital bundle
(Az eredeti kiadás időpontjában nem elérhető. Első alkalommal jelent meg az iTunes-on a PWL archívumban 2009-ben.)

1. "Keep On Pumpin' It" (Angelic Edit) – 4:00
2. "Keep On Pumpin' It" (Angelic Remix) – 7:24
3. "Keep On Pumpin' It" (Astral Flight Mix) – 6:54
4. "Keep On Pumpin' It" (Astral Flight Mix Edit)
5. "Keep On Pumpin' It" (Astral Flight Dub)

## Helyezések
| Slágerlista (1991)                    | Legjobb helyezés |
| ------------------------------------- | ---------------- |
| Egyesült Királyság (UK Singles Chart) | 49               |